# Minas del Prado
Minas del Prado es una aldea ubicada en la comuna de Coihueco, a 20 km de la ciudad de mismo nombre, en la Región de Ñuble, Chile.  
En este poblado se confeccionan ponchos, frazadas y alfombras. Su nombre se debe a una mina de oro que actualmente no se encuentra en funcionamiento y dependiente de una residencia privada. El único acceso a la localidad es por vía terrestre a través de la Ruta-N485.  
Esta zona es característica por la forestación realizada por las empresas madereras, quedando muy pocos lugares de bosque nativo, uno de ellos es la Reserva nacional Los Huemules del Niblinto por el cual se accede cruzando la localidad. 